# Котен
Котен (швед. Kothen) — баронский род.

## Происхождение и история рода
Потомство братьев: шведского драгунского поручика (затем майора), Матвея-Христофора Котен и унтер-офицера шведской гвардии (затем полковника Йёнчёпингского полка), Симона Котен, уроженцев о. Эзель, возведенных Королём Карлом XI в дворянское достоинство 30 апреля 1681 года.
Грамотой короля Густава III, от 4 / 16 октября 1771 года, губернатор Вестерботнийский Магнус-Адольф фон-Котен возведен, с нисходящим его потомством, в баронское достоинство королевства Шведского.
Род внуков его: действительного статского советника Густава и майора Карла-Акселя баронов фон-Котен внесен, 5 / 17 сентября 1818 года, в матрикул Рыцарского Дома Великого Княжества Финляндского, в число родов баронских, под № 16.
- Котен, Густав-Аксель Фердинандович (1843—1906) — российский генерал-майор, губернатор Вазаской и Тавастгусской губерний.
- Котен, Казимир Густавович (1807—1881) — генерал-лейтенант, сенатор Российской империи, губернатор Выборгской губернии.
- Коттен, Михаил Фридрихович (1870—1917) — российский генерал-майор

## Описание герба
по Долгорукрову
Щит разделен горизонтально на две половины; в верхней, в золотом поле, рука в голубых латах держит обнаженный меч; в нижней половине, в голубом поле река, по которой влево плывет лебедь. Щит окаймлен чёрной полосой, на которой 16 пятиугольных серебряных звёзд.
На гербе баронская корона, из которой вылетает орел в золотом ошейнике. По бокам короны два шлема с баронскими же коронами; из правого шлема выходят 6 красных штандартов; из левого — вправо золотое знамя, влево золотой флаг; между ними булава, на которой положены крестообразно, два меча с золотыми рукоятками, остриями вниз. Щит держат: справа дикарь с золотой булавой в руке; слева олень в серебряном ошейнике. Девиз: Vincet amor patriae.